# Brunorm
Brunorm (Pseudonaja textilis) är en giftsnok som lever i Australien och delar av Papua Nya Guinea. Den är en av världens giftigaste landlevande ormar och, i kombination av sitt gift och orädda beteende, orsakar den i snitt två dödsfall om året.

## Beskrivning
Vuxna brunormar har en heltäckande brun färg, medan unga ormar har svart huvud med ett ljust band, svart nacke och flera rödbruna fläckar på magen och ibland även tvärgående svarta band. De har 17 rader av fjäll mitt på kroppen, ett delat analt fjäll och 45–75 delade fjäll på undersidan av den bakre kroppen. Vuxna brunormar kan bli 2 meter långa.

## Utbredning
Brunormen finns längs hela den australiska östkusten, från det australiska fastlandets nordligate punkt Kap York, längs kusterna och inlandet i New South Wales, Victoria och South Australia. En del exemplar har hittats i torra områden i Northern Territory. Det finns även ett litet antal i Papua Nya Guinea. På grund av sin föda som i huvudsak består av gnagare, förekommer den ofta nära hus och lantgårdar.
Den har sina bon bland annat i sklerofyllområden (eukalyptusskogar), hedar vid kustområden, savanner, grässlätter och torra buskområden. Den finns inte i regnskogar eller våta områden.

## Beteende
Brunormen är aktiv på dagen, särskilt under varma soliga dagar då den gärna ligger under solen. Den kan förflytta sig snabbt och misstas för att vara aggressiv. Om den oroas håller den halsen högt formerad som ett antal S. Ormen kan ibland göra upprepade utfall och närma sig sin angripare vilket gör att många tror den jagar människor. Brunormar trivs särskilt bra i höstackar som består av korn, som är föda för åkersork och gnagare. Den söker sig in i höstacken via gångar som har skapats av gnagare som har sina bon i höet. Om den kan så håller den sig undan människor men om den överraskas så kan den aktivt försöka mota bort angriparen.
Födan består av ägg och små däggdjur samt andra reptiler och grodor.

## Gift
Brunormen är världens näst giftigaste landorm efter inlandstaipanen.
De försöker att undvika konfrontation men den har ett mycket toxiskt gift som kan leda till döden. Även yngre ormar har orsakat människors död. Giftet innehåller både nervgift (neurotoxin) och blodkoagulerande ämnen. Brunormen som är mycket vanlig i södra delarna av Australien orsakar även hälften av alla dödsfall i södra Australien som är orsakade av ormbett (Territoriet Western Australia).

## Fortplantning
Brunormar parar sig under våren då hannar strider om den dominerande positionen för att ersätta den andre i dennes område. Den hane som vinner parar sig med honorna i området. Honorna lägger 10–40 ägg sent på våren eller tidigt på sommaren.